# Cimarron Hills, Colorado
Cimarron Hills är en ort (CDP) i El Paso County, i delstaten Colorado, USA. Enligt United States Census Bureau har orten en folkmängd på 16 161 invånare (2010) och en landarea på 15,7 km².